# Kardam
Kardam (bugarski Кардам) bio je vladar Bugarske (777. – nakon 796./prije 803.). Prema djelu Cäğfär Taríxı iz 17. stoljeća, Kardam (Karadžam) bio je brat Toktua te unuk Sevara (Suvar).
Kardam je prvi put spomenut u bizantskim izvorima 791., kada je car Konstantin VI. poslao svoju vojsku na Bugarsku, ali se Kardam susreo s neprijateljem kod Drinopolja te je pobijedio Bizantince. Sljedeće je godine Konstantin ponovno krenuo u pohod na Bugarsku, ali je Kardam opet pobijedio te se Konstantin obvezao plaćati danak Bugarskoj.
Po Kardamu su nazvani Kardam Buttress (na Antarktici) i selo Kardam (u oblasti Dobrič).